# Arraute-Charritte
Arraute-Charritte är en kommun i departementet Pyrénées-Atlantiques i regionen Nouvelle-Aquitaine i sydvästra Frankrike. Kommunen ligger i kantonen Saint-Palais som tillhör arrondissementet Bayonne. År 2022 hade Arraute-Charritte 435 invånare.

## Befolkningsutveckling
Antalet invånare i kommunen Arraute-Charritte
| Referens: INSEE |